# Елена Гаврилова
Елена Генчева Гаврилова е българска юристка и дипломатка от Българска комунистическа партия.

## Биография
Родена е в Пещера на 14 април 1915 г. в семейството на ветеринарен лекар. Преместват се в София, където тя се записва в католическо училище. След това завършва право в Софийския университет.
Работи като преводачка и машинописка в частни търговски фирми. От 1931 г. е член на РМС, а от 1935 и на БКП. От 1935 до 1938 г. е интернирана в Несебър. В периода 1936 – 1944 г. е член на ЦК на РМС. Между 1942 и 1944 г. е в нелегалност.
От 1944 до 1946 г. работи в ЦК на РМС. В периода 1946 – 1948 г. е завеждащ Секретариата на Вълко Червенков. От 1948 до 1951 г. е отговорен секретар на Комитета за наука, изкуство и култура. Между 1951 и 1952 г. е директор на Българското информационно бюро при БТА. Била е директор на Главлит (1952 – 1955), директор на БТА (1955 – 1962), заместник-завеждащ отдел „Външна политика и международни връзки“ при ЦК на БКП.
Между 1967 и 1972 г. е заместник-постоянен представител на НРБ в ООН в Ню Йорк. През 1969 г. става подпредседател на Специалния комитет на ООН за определяне на понятието „агресия“. През март 1977 г. оглавява Дружеството за ООН в България.
От 1948 до 1954 г. е кандидат-член на ЦК на БКП, а от 1954 до 1971 г. и член на ЦК на БКП. Член на Националния съвет на ОФ и народен представител в VI велико народно събрание. С указ № 2888 от 3 септември 1984 г. е обявена за герой на социалистическия труд. Носителка е и на два ордена „Георги Димитров“. Умира през 2000 г. в София.